# Sección 8

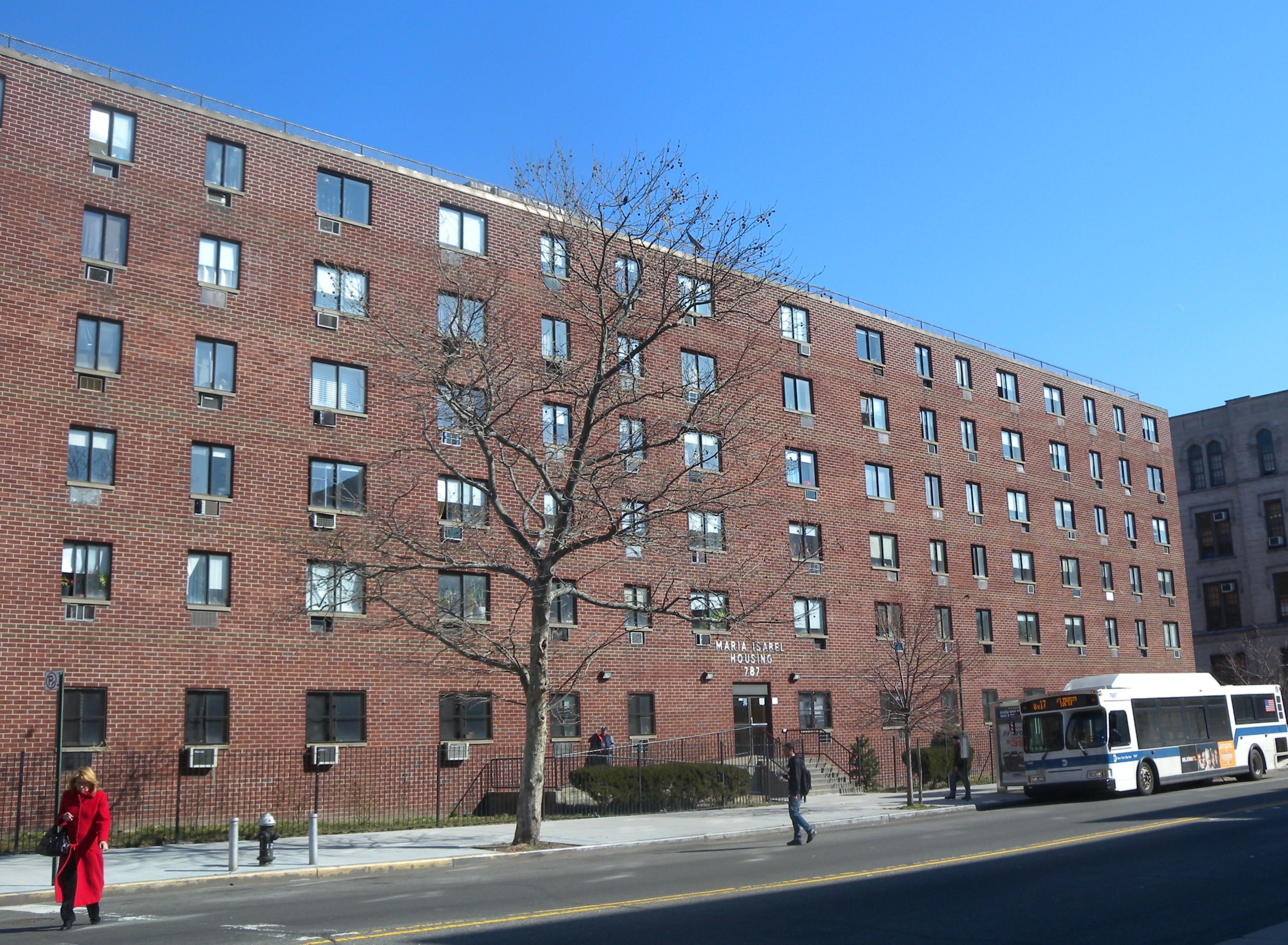
Departamentos construidos en el Bronx.

La Sección 8 de la Ley de Vivienda de los Estados Unidos de 1937, a menudo conocida simplemente como Sección 8 o Plan 8, según enmendada repetidamente, autoriza el pago de asistencia de vivienda en alquiler a propietarios privados en nombre de aproximadamente tres millones de hogares de bajos ingresos. Funciona por varios programas, el más grande de los cuales, el programa de vales de elección de vivienda (en inglés Housing Choice Voucher program), paga una gran parte de los alquileres y servicios de alrededor de 2.1 millones de hogares. El Departamento de Vivienda y Desarrollo Urbano maneja los programas de Sección 8.
El programa de vales de elección de vivienda provee ayuda para alquiler a base de inquilinos, para que un inquilino asistido pueda mudarse con asistencia desde una unidad de vivienda con por lo menos mínima calidad de vivienda a otra. También permite que individuos apliquen su vale mensual para la compra de una casa, con más de 17 mil millones de dólares yendo a tales compras cada año. El vale máximo permitido es de 2200 dólares por mes.

## Breves detalles
El programa básico de la Sección 8 incluye un programa de vales. Un vale puede estar "basado en un proyecto", en el que su uso se limita a una urbanización específica (las agencias de vivienda pública (PHA) pueden reservar hasta el 20% de sus vales como tal), o "basado en el alquiler", en el que el inquilino es libre de elegir vivienda en el sector privado, no se limita a urbanizaciones específicas, y puede residir en cualquier lugar dentro de los Estados Unidos (o Puerto Rico) donde la PHA opera un programa de la Sección 8.
En el marco del programa de vales, las personas o familias con un vale encuentran y alquilan una vivienda (ya sea en un complejo concreto o en el sector privado) y pagan una parte del alquiler. La mayoría de los hogares pagan el 30% de sus ingresos ajustados para la vivienda de la Sección 8. Los ingresos ajustados son los ingresos brutos (totales) del hogar menos las deducciones por personas a cargo menores de 18 años, estudiantes a tiempo completo, discapacitados o ancianos y determinadas prestaciones por discapacidad y gastos médicos.
Además de los ingresos procedentes del trabajo, existe una prueba de propiedad. Si el importe supera una cantidad determinada, el HUD añadirá los ingresos aunque el inquilino del artículo 8 no perciba ingresos por intereses, como por ejemplo de una cuenta bancaria. El HUD denomina a esto "ingresos patrimoniales imputados" y, en el caso de una cuenta bancaria, establece una "tasa de ahorro" estándar para calcular los ingresos patrimoniales imputados.
La PHA paga el resto del alquiler al propietario. Cada año, el Gobierno federal estudia los alquileres de apartamentos privados en diferentes comunidades y el coste de los servicios públicos (calefacción, electricidad, etc.) en esas comunidades. El alquiler justo de mercado (FMR) es el importe (alquiler más servicios públicos) de los apartamentos de calidad media de distintos tamaños en una comunidad determinada.

## Referințe
1. ↑  «Section 8 Vouchers – How Do They Work?». benefits.com. Consultado el 7 de enero de 2025.
2. ↑  «What you need to know about how Section 8 really works». ctmirror.org. Consultado el 7 de enero de 2025.
3. ↑  «How does the government support people with Section 8 housing?». usafacts.org. Consultado el 7 de enero de 2025.
4. ↑  «40 Section 8 Statistics, Trends, and Predictions for 2025». section8training.com. Consultado el 7 de enero de 2025.
5. ↑  «How to Apply for Section 8 Vouchers». lowincomerelief.com. Consultado el 7 de enero de 2025.
6. ↑  «What is Section 8 Housing?». arrived.com. Consultado el 7 de enero de 2025.
7. ↑  «Luxury Apartments That Accept Section 8 Vouchers». contactsenators.com. Consultado el 7 de enero de 2025.
8. ↑  «What is Adjusted Gross Income (AGI)?». www.hrblock.com. Consultado el 7 de enero de 2025.
9. ↑  «Modified Adjusted Gross Income (MAGI)». obamacarefacts.com. Consultado el 7 de enero de 2025.
10. ↑  «Section 8 Investing: A Comprehensive Guide». www.multifamily.loans. Consultado el 7 de enero de 2025.
11. ↑  «Income Tax for NRI». cleartax.in. Consultado el 7 de enero de 2025.

- Datos: Q3569700